# لیوین لرنو
لیوین لرنو (انگلیسی: Liévin Lerno; ۵ اکتبر ۱۹۲۷ – ۰ مارس ۲۰۱۷) دوچرخه‌سوار اهل بلژیک بود.